# Yane Marques
Pour les articles homonymes, voir Marques (homonymie).
Yane Marques, née le 7 janvier 1984, est une pentathlonienne brésilienne. Médaillé de bronze en pentathlon moderne aux Jeux olympiques de 2012, le premier latino-américain à obtenir une médaille olympique dans ce sport.

## Palmarès
| Discipline/Année                              | 2007 | 2008 | 2009 | 2010 | 2011 | 2012 | 2013 | 2014 | 2015 | 2016 |
| --------------------------------------------- | ---- | ---- | ---- | ---- | ---- | ---- | ---- | ---- | ---- | ---- |
| Jeux olympiques Individuel                    | -    | 18e  | -    | -    | -    | 3e   | -    | -    | -    | 23e  |
| Championnats du monde seniors Individuel      | -    | -    | -    | -    | 6e   | -    | 2e   | 14e  | 3e   | -    |
| Championnats du monde seniors Équipe          | -    | -    | -    | -    | -    | -    | -    | -    | -    | -    |
| Championnats du monde seniors Relais          | -    | -    | -    | -    | -    | -    | -    | -    | -    | -    |
| Coupe du monde seniors Individuel             | -    | -    | -    | -    | -    | -    | -    | -    | -    | -    |
| Championnats panaméricains seniors Individuel | 1e   | -    | -    | 1e   | -    | -    | -    | -    | -    | -    |
| Championnats panaméricains seniors Équipe     | -    | -    | -    | -    | -    | -    | -    | -    | -    | -    |
| Championnats panaméricains seniors Relais     | -    | -    | -    | -    | -    | -    | -    | -    | -    | -    |

Ce palmarès n'est pas complet